# Fernando Martín Blanco
Fernando Martín Blanco (1961) es un ajedrecista y profesor español.

## Biografía
Ha sido profesor de ajedrez de la Escuela de Ajedrez de la UNED y publicado dos libros de ajedrez editados por la misma, en colaboración con otros monitores de la misma como Boris Zlotnik.